# باول روبرتس
باول روبرتس (بالإنجليزية: Paul Roberts)‏ (27 أبريل 1962 في المملكة المتحدة - ) هو لاعب كرة قدم بريطاني في مركز الدفاع. لعب مع سويندون تاون وكولتشستر يونايتد ونادي إكزتر سيتي ونادي برينتفورد ونادي ساوثيند يونايتد ونادي ميلوول وRedbridge Forest F.C. ‏ ونادي ألدرشوت ونادي فيشر أثليتيك وتشيشام يونايتد ‏.